# Club Femení i d'Esports de Barcelona
El Club Femení i d'Esports de Barcelona va ser una entitat esportiva i feminista més importants de la Barcelona de la preguerra, vinculat a propostes polítiques progressistes i catalanistes. El Club Femení d'Esports (així, sense la “i”, era el seu primer nom) es va fundar, a iniciativa de Teresa Torrens i Enriqueta Sèculi el 14 d'octubre de 1928, uns anys abans de l'altre important espai de cultura de dones de la ciutat durant la dècada dels anys 30, el Lyceum Club. Aquest últim va seguir un model europeu i va ser freqüentat per les intel·lectuals, en canvi el Club Femení va ser la primera entitat esportiva exclusivament femenina de tot l'Estat espanyol i volia tenir un caràcter més popular i ser assequible econòmicament a més dones.
El desembre de 1928, poc després de la seva fundació el Club ja comptava amb cinc-centes sòcies i l'1 de maig de 1929 ja n'eren un miler.

## Context
L'augment de la pràctica de l'esport per part de les dones —i la seva visibilització— va ser, des de principis del segle passat, un fenomen que s'ha d'analitzar tenint en compte aspectes diferents i complexos. Per una banda, la pràctica esportiva va ser considerada absolutament moderna, i les imatges que es van construir (per exemple a la publicitat i a l'art) de les “dones modernes” van recollir aquest imaginari, associant la pràctica esportiva a l'ús de robes més còmodes i a una “dona alliberada”, preocupada pel cos, per les relacions socials i per la moda. Per l'altra, la pràctica esportiva va ser un espai de sociabilitat entre dones i una possibilitat de situar-se en l'espai públic. A més, hem de tenir en compte que la pràctica esportiva recollia les preocupacions i l'interès per la salut i la cura del cos, que en el cas de les dones es vinculava a la idea d'una maternitat sana que incidia en la millora general de la població o d'un “poble”.

## Seus
El club va tenir diferents seus, totes al centre de Barcelona: primer al carrer Llibreteria, després al Pas de l'Ensenyança i finalment, durant la República, a la Plaça d'Espanya. La seu de la Plaça Espanya va ser inaugurada el 25 d'octubre de 1932 pel president de la Generalitat, Francesc Macià, i l'alcalde de Barcelona, Jaume Aiguader i es trobaven en unes termes que l'Ajuntament havia construït poc abans, actualment desaparegudes, i que havien caigut en desús a causa del seu elevat cost de manteniment.
Els esports que practicaven les noies al club eren: natació, gimnàstica, atletisme, esgrima, tenis, bàsquet, patinatge, excursionisme, hoquei.

## Intel·lectual
Un aspecte molt destacable i particular d'aquesta associació esportiva va ser la importància que es va voler donar al desenvolupament intel·lectual, cultural i educatiu. L'interès per la cultura va ser central, i de fet, l'afegit de la “i” al nom del Club, convertint-lo en Club Femení i d'Esports, volia reflectir la voluntat d'abast social i cultural del centre. El que pretenien les dones del Club era “agermanar sempre el conreu del cos amb el de l'esperit, indicant amb això que els esports no constitueixen l'únic fi de l'entitat”. De fet, el lema escollit va ser “Feminitat, Esport, Cultura”. El Club es va organitzar en cinc comissions: Cultura i educació; Esports; Turisme i excursionisme; Actuació social, propaganda i festes, i Educació física, sanitat i higiene. També hi havia una secció infantil, “Les Daines”.
Per tal de promoure aquests valors i que arribessin al major nombre de dones possible, Enriqueta Sèculi va escriure entre 1928 i 1930 una quantitat considerable d'articles als diaris La Nau, La Publicitat i La Rambla, on va inaugurar la secció 'L'esport i la dona'.
Des del Club es van organitzar cursos i cicles de conferències, un servei de biblioteca, xerrades d'orientació a les lectures. Des del 1931, la participació de les escriptores Anna Murià i Maria Teresa Vernet a la junta directiva del club va incidir més en l'organització d'iniciatives com el concurs literari i la inclusió de temes culturals i socials als articles publicats a la revista de l'entitat, Portantveu del Club Femení i d'Esports.
A més, el club va ser un espai que es significà políticament, per exemple, a la campanya pro-amnistia de 1930, al plebiscit per l'estatut el 1932 o a l'organització de l'Olimpíada Popular a Barcelona el 1936, any en què l'entitat va desaparèixer.